# 파사칼리아와 푸가 다단조

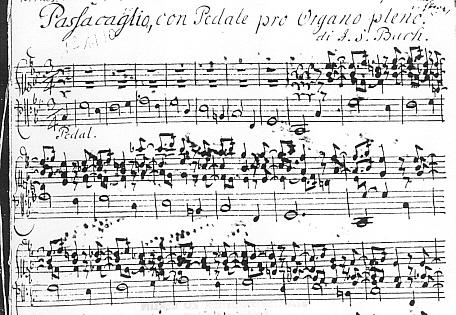
BWV 582의 사본 중 하나, 첫 페이지

《파사칼리아와 푸가 다단조》(BWV 582)는 요한 제바스티안 바흐의 오르간 작품이다. 아마도 초기 바흐의 경력에 구성, 그것은 자신의 가장 중요하고 잘 알려진 작품 중 하나이다. 그리고 19 세기와 20 세기 파사칼리아에 중요한 영향을 끼쳤다.
푸가의 주요 주제이기도 한 파사칼리아의 오스티나토(ostinato) 전반부는 프랑스 작곡가 앙드레 레종(André Raison)에서 가져왔을 가능성이 크다.
바흐의 오스티나토는 8 마디 로 구성되어 있는데, 이는 독특하지만 전례가 없는 것은 아니다.
파사칼리아는 쉬지 않고 이중 푸가 로 이어진다. passacaglia ostinato의 전반부는 첫 번째 주제로 사용된다. 후반부의 변형된 버전이 두 번째 주제로 사용된다.  푸가의 시작 부분에서 둘 다 동시에 들린다. 세 주제가 동시에 나타날 때, 그들은 같은 조합으로 두 번 나타나지 않다. 그러므로 이것은 아마도 요한 아담 라인켄(Johann Adam Reincken)의 작품에서 영감을 받은 푸가이다. 